# باتريشيا إليس
باتريشيا إليس (بالإنجليزية: Patricia Ellis)‏ هي ممثلة أمريكية، ولدت في 20 مايو 1916 في الولايات المتحدة، وتوفيت في 26 مارس 1970 بكانساس سيتي في الولايات المتحدة بسبب سرطان.

## أعمال

### أفلام
- (1938) الأغبياء

## وصلات خارجية
- باتريشيا إليس على موقع IMDb (الإنجليزية)
- باتريشيا إليس على موقع أول موفي (الإنجليزية)
- باتريشيا إليس على موقع إن إن دي بي (الإنجليزية)
- باتريشيا إليس على موقع قاعدة بيانات الفيلم (الإنجليزية)